# 寛政重修諸家譜
『寛政重修諸家譜』（かんせいちょうしゅうしょかふ）は、寛政年間（1789年 - 1801年）に江戸幕府が編修した大名や旗本の家譜集である。1,530巻。文化9年（1812年）10月に完成した。『寛政譜』・『諸家譜』と略称される。

## 概要
徳川家光の代に編纂された『寛永諸家系図伝』の続集にあたり、先行する『藩翰譜続編』の編纂事業を引き継ぐ面もあった。寛政年間に幕政においては老中・松平定信の主導する寛政の改革が実施され、内政上の問題や対外的緊張から幕政の刷新を図っており、幕府初期の精神に立ち戻るため文教振興が行われていた。このような文教振興を受けて、1799年（寛政11年）に堀田正敦を責任者として『寛政重修諸家譜』の編纂が開始された。
当初、『寛永諸家系図伝』の続修の予定であったが、それでは不十分ということがわかり、1803年（享和3年）からは方針が「重修」に改められ、1812年（文化9年）に完成した。この『寛政重修諸家譜』編纂に用いられた史料として、『譜牒余録』『諸家系譜』がある。
徳川氏創業史であった『武徳大成記』編纂のための資料として、家康から家光までの間の家伝や系譜などの記録群を諸大名・幕臣・庶民等から提出させた『貞享書上』があり、これを『寛政重修諸家譜』編纂の資料とするため、1799年に堀田正敦が責任者となって『貞享書上』は一書に書き写されて『譜牒余録』と名づけられた。1643年（寛永20年）に完成した『寛永諸家系図伝』とともに、この『譜牒余録』が『重修』のために用いられた。また、大名の家伝である『藩翰譜』に続く『藩翰譜続編』を編纂するため、1789年（寛政元年）に諸大名に対して、1791年（寛政3年）時点で「万石以下御目見以上」の幕臣（旗本）は『寛永諸家系図伝』以降の家譜を提出するように命じた。1799年には再度『寛政重修諸家譜』編纂のため、未提出者には提出を、またすでに提出している者には1798年（寛政10年）までの追加分の提出を求めた。1789年以降に提出されたこれらの家譜は『諸家系譜』としてまとめられた。
このように、『寛政重修諸家譜』は、寛永以降については大名・旗本から提出された家譜からなる『諸家系譜』を主な資料として、それ以前については『寛永諸家系図伝』『譜牒余録』などが参照されて編纂された。

## 構成
全体では1,530巻あり、うち「目録」・「序」・「条例」の10巻が含まれる。体裁は『新撰姓氏録』を手本として、皇別・神別の配列順序とし、諸大名・旗本以下の将軍家御目見得以上の諸士と医師・同朋・茶人等あわせて1,114氏、2,132家にのぼり、『寛永諸家系図伝』を大きく上回る規模となった。ただし、徳川将軍家とその御連枝や一門は除外されている。また東海地方出身者と幕臣の系譜に偏る傾向があり、地方豪族の関係については系図が備わらない難点がある。
内容においては、母氏・生誕・養子・初目見得・元服・賜号・婚姻・官位叙爵・班次・襲封・領知・秩禄・入部・職掌・従軍歴・公役・恩賞・罪科・慰問・進献・嘉言・善行・致仕・卒去・享年・法名・葬地・妻室等の多岐の項目につき簡明に記す。ただし、旗本以下については大名に比して項目がかなり省略されている場合がある。
なお、記述中における女性の名前はすべて「女子」とのみ記されているため、女性の名前や生没年を調査する場合は、他の史料との比較が必要とされる。寛政譜は江戸時代における大名・旗本の履歴や家族構成を調べる上での基本史料として重要であるものの、すべてが正確に実態を記しているわけではない。例えば、幕府に出生を届けられなかった子女（早世した者など）は記載されていなかったり、藩主や旗本一族だが陪臣に転属した者については記載しないか、簡略記載するかに止めている。
また、当主の出生年は、基礎資料である呈譜（幕府提出用の系譜）において幕府への届け出の年次（官年）が記されているが、元々幕府への届け出の年次は末期養子の規定抵触による相続時における減封などの処罰を避けるために、実際の出生年とずらして提出していることも少なくなく、この呈譜に基づいた寛政譜の記述と実際の出生年とが異なる場合も多い。

## 寛永諸家系図伝との比較
『寛永諸家系図伝』では、記録を提出した家によって兄弟姉妹の配列順が不統一であるが、『寛政重修諸家譜』においては兄弟姉妹を長幼の順に並べ直す方針がとられた。しかし、『寛永諸家系図伝』の編纂時から歳月を経ていることもあり、完全には修正されていない。
また、日本大学教授の北原章男の解説によれば、江戸幕府の当初の計画では寛政の系譜編纂は『寛永諸家系図伝』の書き継ぎを目的としていたが、新たに諸家から呈譜を募ると寛永の呈譜とは加除の部分や記述に疑義が生じ、単なる書き継ぎに収まらず、元の寛永譜自体に校閲の筆（重修）を入れざるを得なくなったものとする。書名はこの事によって「重修」の語が付けられている。
一方で、今川氏親（義元の父）の子女の出生順序を確定させようとした駿河台大学教授の黒田基樹は、『寛政重修諸家譜』の今川氏の系譜には戦国時代から江戸時代初期に作成された今川氏の系図や同時代の記録並びに『寛永諸家系図伝』から実在を確認できない人物が含まれており、特に関口氏広室、小笠原春義室、松平親善室（後鵜殿長持と再婚）については『寛永諸家系図伝』完成後に創作された可能性があるとしている。これは重修の過程で後世の創作が挿入される可能性を指摘したものと言える。

## 史料価値
吉川弘文館の『国史大辞典』では、山本武夫による「寛政重修諸家譜」解説においてその評価を次のように述べている。
1. 「この系譜は近世最大の系譜であり、大名と幕臣の経歴は詳細であって、『徳川実紀』とともに重要な研究資料である。」
2. 「文章は平易簡明である。また編者は諸家の呈譜をよく吟味し、疑問のある場合は、一応そのままに採録してあるが、その旨を記して慎重な態度を示している。ただし、出典は一々明記していない[6]。」

また系譜研究家の豊田武はその著『日本史小百科・家系』において次のように評している。
1. 『寛政重修諸家譜』の慶長期（1596年 - 1614年）以前に関する記述は幕臣木村高敦著の『武徳編年集成』に頼っているが、この書が徳川家康の一代記であるところから、信用度は諸家の呈譜に忠実な『寛永諸家系図伝』に比して問題点があるとする。
2. しかし、1603年（慶長8年）の江戸幕府成立以後の記述については正確であるとする。『寛政譜』の編者は事実の検討には注力しており、特に寛永の呈譜とその後の各家の呈譜とを比較し、それらの所説の異同をも掲げている点では評価される[7]。

他に『寛政重修諸家譜』の編纂姿勢についての論文を書いた平野仁也は、『寛政重修諸家譜』を近世史研究者にとって必須の史料としたうえで、
1. 幕府や諸家同士の記録で相互に矛盾がないか、確認作業を極力行っている。こうした姿勢は『寛永諸家系図伝』や『貞享書上』には見られず『寛政重修諸家譜』の特徴として良い。
2. 『寛政重修諸家譜』の記述は誤りが多いとはいえないが、資料の収集や叙述の段階で幕府によって選択がなされ、過去を偏りなくありのままに描いているとは言えない。特に徳川将軍家に対し合戦などで忠誠を尽くした先祖の姿を詳細に記述することで、武家の頂点に君臨する徳川家と、身命を賭してそれに仕える家々という両者にとって好ましい関係を再認識させる目的があったと見られる[1]。

## 所蔵・出版

### 献上本・副本・写本
完成時、幕府への献上本は紅葉山文庫に納められた。これは現在内閣文庫（国立公文書館）に収蔵されている（全1,530冊）。また、完成時に副本が2部作製され、1部が紅葉山文庫に、1部が日光東照宮に納められた。紅葉山文庫の副本は明治初年の火災により1/3程度（597冊）が残っている。
このほか、多くの写本が制作されており、写本全冊を所蔵する機関としては、国立国会図書館、静嘉堂文庫がある。1917年（大正6年）の時点で、徳川達孝（田安家）が天保年間の写本を、徳川達道（一橋家）がまた別の写本を有していたという。岩崎弥之助が内閣文庫所蔵本をもとに写本を作らせており、これが静嘉堂文庫収蔵のものである。

### 活字本
『寛政重修諸家譜』の最初の活字本（全9巻）は、1917年（大正6年）から1918年（大正7年）にかけて栄進社出版部より刊行され、1922年（大正11年）から1923年（大正12年）にかけて同紙型で国民図書株式会社から刊行されて普及した。この大正期の活字本は、静嘉堂文庫所蔵の「新写本」を底本としたとされ、誤字・脱漏や、底本の用字に忠実でないところ（ひらがな書きと漢字書きを置換すること、漢字の字体を無原則的に変える点など）も多いとされる。
- 『寛政重修諸家譜』（榮進舍出版部、1917年7月 - 1918年6月）→（国民図書、1922年 - 1923年）
  - 三上参次編、全8冊・索引1冊

この大正期の刊本の「復刊」として、1964年から1967年に続群書類従完成会が『新訂 寛政重修諸家譜』（全22冊・索引4冊）を刊行している。「復刊」に際しては内閣文庫所蔵の幕府献呈本をもととして全巻校訂が行われている。
- 『新訂 寛政重修諸家譜』（続群書類従完成会→八木書店、1964年2月 - 2010年7月）
  - 高柳光寿・岡山泰四・斎木一馬編集顧問。全22冊・索引4冊・別巻2冊

## 閲覧・利用
該本を利用するには『寛政重修諸家譜順次』または『寛政重修諸家譜・索引』で第何巻に何の記述があるかをあらかじめ調べると便利である。

### デジタルアーカイブ

#### 写本
- 内閣文庫（国立公文書館） - 幕府献上本
  - 国立公文書館デジタルアーカイブより閲覧可能
- 国立国会図書館
  - 国立国会図書館デジタルコレクションで閲覧可能

#### 活字本
国民図書版は、国立国会図書館デジタルコレクションで、ログインなしで閲覧可能である。
- 第1集、第2集、第3集、第4集、第5集、第6集、第7集、第8集